# Spilostethus rubriceps
Espèce
Spilostethus rubriceps est une espèce d'insectes hétéroptères (punaises) de la famille des Lygaeidae. 